# Гора страдания
«Гора страдания» (исп. Monte Calvario) — мексиканская 150-серийная мелодрама с элементами драмы 1986 года производства Televisa. Однократный лауреат и четырёхкратный номинант премии TVyNovelas.

## Сюжет
Ана Роса — молодая студентка, которую её жестокая бабушка Росарио принуждает выйти замуж за опасного и гордого богача Октавио Монтеро с целью спасения семьи Росарио от нищеты. Росарио так же желает заполучить наследство Аны Росы и всей её семьи. Однако Октавио попадает в автокатастрофу и оказывается парализованным.

## Создатели телесериала

### В ролях
- Эдит Гонсалес — Ана Роса Перес Монтальбан
- Артуро Пениче — доктор Густаво Секерман
- Хосе Алонсо — Октавио Монтеро Нарваес
- Урсула Пратс — Оливия Монтеро Нарваес
- Аурора Молина — Чана
- Рене Муньос — Пабре Сито
- Альфонсо Итурральде — Роберто#1
- Одисео Бичир — Роберто#2
- Лили Инклан — Фатима
- Консуэло Франк — Росарио Вальверде вдова де Монтальбан
- Хавьер Эрранс — Карлос
- Хулия Маришаль — Матиььде
- Мария Идалия — Лока/Ана Тереса
- Алехандро Ландеро — Маргарито
- Лиссета Ромо — Элиса
- Хуан Карлос Серран — Хуан Камачо
- Сильвия Суарес — Малена Секерман
- Ракель Паро — мать директор
- Роса Мария Бьянчи — Эстер
- Летисия Кальдерон — Тере
- Рикардо Сервантес — инспектор
- Алехандро Томмаси — Калета Монтеро
- Патрисия Давалос — мама
- Омар Фьерро — Роман
- Армандо Франко — Хайме
- Педро Херальдо — Грасиано
- Антонио Гонсалес — судья
- Кристофер Лаго — Марито
- Далила Поланко — Чоле
- Родольфо Лаго — Фермин
- Исмаэль Ларумбе — медик
- Давид Ренкорет — Фелипе
- Армандо Паломо — Хулио
- Аурора Клавель — Фернанда
- Лилиана Веймер — Сусанна
- Педро Дамиан — Аььфонсо
- Хорхе Лават — Армандо Монтеро
- Армандо Кальво — Антонио
- Херардо Клейн — Херардо
- Стелла Инда
- Эктор Каталан — Бернардо
- Ли Кинтана — Хулиана
- Эрнесто дель Кастильо
- Берта Сервера — Мартилия
- Хайме Лосано
- Патрисия Маерс
- Дэнисе Рендон
- Талия
- Алонсо Сандоваль — Густавито
- Хуан Вердуско — медик
- Эдуардо Диас Рейна — комиссар
- Макарио Альварес — агент

### Административная группа
- Оригинальный текст: Delia Fiallo
- Либретто: Карлос Ромеро
- Адаптация: Valeria Phillips
- Диалоги: Marcia del Río
- Музыкальная тема заставки: ¿Cómo fue?
- Вокал: José José
- Художник-декоратор: Alejandro García
- Начальник места проживания актёров: Rosalba Santoyo
- Костюмы для съёмок: Televisa San Ángel
- Аранжировщик: Javier Ortega
- Осветитель: Jesús Raya Lara
- Редактор: Adrián Frutos Maza
- Исполнительный директор: Salvador Mejía Alejandre
- Вице-координатор производства: Nora Alemán
- Координатор производства: Angelli Nesma Medina
- Начальник качества игры актёров: Ирма Лосано
- Оператор-постановщик: Ernesto Arreola
- Режиссёр-постановщик: Беатрис Шеридан
- Продюсер: Валентин Пимштейн

## Награды и премии
Одисео Бичир получил премию в номинации «Лучшее мужское откровение».